# 馬基斯費里 (北卡羅萊納州)
馬基斯費里（英語：Mackeys Ferry）是位於美國北卡羅萊納州華盛頓縣的非建制地區。

## 歷史
馬基斯費里的郵局於1856年設立，其後於1971年停運。

## 地理
馬基斯費里所處的海拔為高於海平面3米（即10英呎），而該地所採用的時區為UTC-5，即北美东部时区（EST）。同時該地設有夏令時間，為UTC-5調快一小時，即UTC-4（EDT）。